# Pasjane
Pasjane (serbiska: Пасјане, albanska: Pisjan, Pasjan) är en ort i Kosovo. Den ligger i den östra delen av landet, 40 km sydost om huvudstaden Priština. Pasjane ligger 494 meter över havet och antalet invånare är 1 000.
Terrängen runt Pasjane är huvudsakligen kuperad, men norrut är den platt. Pasjane ligger nere i en dal. Runt Pasjane är det ganska tätbefolkat, med 222 invånare per kvadratkilometer. Närmaste större samhälle är Gnjilane, 6,3 km norr om Pasjane. Omgivningarna runt Pasjane är en mosaik av jordbruksmark och naturlig växtlighet.